# Финал на Купа на европейските шампиони 1968
Филанът на Купата на европейските шампиони 1968 е бил 13-ият финал на Купата на европейските шампиони и кулминацията на Купа на европейските шампиони 1967/68, футболен турнир за шампионите на Европа. Мачът е игран на Уембли, Лондон на 29 май 1968, между отборите на Манчестър Юнайтед от Англия и Бенфика от Португалия. Португалските шампиони губят от английските им опоненти с 4–1 след продължения.
Първото полувреме минава без инциденти, но осем минути след подновяването на играта, Боби Чарлтън вкарва първи гол за Юнайтед с глава. Обаче тяхното лидерство продължава само 22 минути преди Джейми Грача да отбележи за Бенфика. Резултатът се запзва 1–1 до края на редовните 90 минути и следват продължения, но може би нямаше да завърши така, ако Алекс Степни не бе направил удивително спасяване, когато Еузебио излиза сам срещу него.
Температурата ясно е имала влияние във формата на футболистите и играчите на Бенфика очевидно проспиват гола на Джордж Бест, три минути след началото на продълженията. Поемайки топката от 23 метра пред вратата след като играчите на Бенфика не успяват да се справят с шута на Степни, Бест навлиза в наказателното поле и дриблира покрай вратаря и вкарва топката в опразнената врата. Брайън Кид, който празнува 19-ият си рожден ден добавя още един гол за Юнайтед след минута, преди Чарлтън да оформи резултата с гол преди 100-тната минута игра.
Победата на Юнайтед означаваше, че те са първият английски отбор, който печели КЕШ, само година след като Селтик става първият британски отбор, спечелил КЕШ. Също така победата ознаменува кулминацията от 10-годишната реконструкцията след катастрофата край Мюнхен от 1958, в която загиват осем играча и мениджърът Мат Бъзби се бори за живота си.

## Детайли
| 29 май 1968 |

| Бенфика   | 1 – 4 (сл. пр.) | Манчестър Юнайтед                 |
| --------- | --------------- | --------------------------------- |
| Грача 75' | Доклад          | Чарлтън 53', 99' Бест 93' Кид 94' |

| Уембли, Лондон 92 225 зрители Съдия: Кончето Ло Бело |

| Бенфика | Манчестър Юнайтед |

| БЕНФИКА:   |    |                   |
|            |    |                   |
| ВР         | 1  | Хосе Енрике       |
| ДБ         | 2  | Адолфо Калисто    |
| ЦЗ         | 3  | Умберто Фернандеш |
| ЦЗ         | 4  | Якинто Сантош     |
| ЛБ         | 5  | Фернандо Крус     |
| ДП         | 6  | Джейми Грача      |
| ЦП         | 7  | Марио Колуна (к)  |
| ЛП         | 8  | Хосе Аугусто      |
| ДН         | 9  | Хосе Торес        |
| ЦН         | 10 | Еузебио           |
| ЛН         | 11 | Антионио Симоеш   |
| Смяна:     |    |                   |
|            | 12 | Насименто         |
| Manager:   |    |                   |
| Ото Глория |    |                   |

| МАНЧЕСТЪР ЮНАЙТЕД: |    |                  |
|                    |    |                  |
| ВР                 | 1  | Алекс Степни     |
| ДБ                 | 2  | Шей Бренън       |
| ЦЗ                 | 5  | Бил Фулкс        |
| ЦЗ                 | 10 | Дейвид Садлър    |
| ЛБ                 | 3  | Тони Дън         |
| ДП                 | 4  | Пат Крерънд      |
| ЦП                 | 9  | Боби Чарлтън (к) |
| ЛП                 | 6  | Ноби Стайлс      |
| ЛН                 | 7  | Джордж Бест      |
| ЦН                 | 8  | Брайън Кид       |
| ЛН                 | 11 | Джон Астън       |
| Смяна:             |    |                  |
| ВР                 | 12 | Джими Римър      |
| Мениджър:          |    |                  |
| Мат Бъзби          |    |                  |

| Мъж на мача: Джон Астън Асистент съдии Аурелио Ангонесе (Венеция) Франческо Франческон (Падуа) |